# La Chí Quân
La Chí Quân (28 tháng 11 năm 1951 – 1 tháng 4 năm 2023) là chính khách nước Cộng hòa Nhân dân Trung Hoa. Ông là Chủ nhiệm Ủy ban Nông nghiệp và Nông thôn của Ủy ban Toàn quốc Hội nghị Hiệp thương Chính trị Nhân dân Trung Quốc kể từ tháng 3 năm 2018. Ông giữ chức vụ Phó Chủ nhiệm Ủy ban Bảo vệ môi trường và Tài nguyên của Đại hội đại biểu Nhân dân toàn quốc từ tháng 7 năm 2016 đến tháng 3 năm 2018. La Chí Quân là cựu Bí thư Tỉnh ủy tỉnh Giang Tô và trước đó là Tỉnh trưởng Chính phủ Nhân dân tỉnh Giang Tô.

## Tiểu sử
La Chí Quân sinh tại Lăng Nguyên, tỉnh Liêu Ninh, là con trai của La Văn, một 
Thiếu tướng Quân Giải phóng Nhân dân Trung Quốc. Tháng 2 năm 1968, La Chí Quân tham gia quân đội và trở thành một chiến sĩ ở Hạm đội Bắc Hải của PLA. Tháng 4 năm 1969, ông gia nhập Đảng Cộng sản Trung Quốc. Tháng 9 năm 1978, ông di chuyển đến Bắc Kinh và trở thành Bí thư Đoàn Thanh niên Cộng sản tại Nhà máy Máy phóng xạ Y Bắc Kinh. Ông tiến vào Báo Thanh niên Trung Quốc năm 1980 và sau đó được thăng chức làm Tổng Thư ký Báo Thanh niên Trung Quốc.
Tháng 9 năm 1995, ông được bổ nhiệm làm Phó Thị trưởng thành phố Nam Kinh và nhậm chức Thị trưởng thành phố Nam Kinh năm 2002. Ông trở thành Bí thư Thành ủy Nam Kinh năm 2003. Tháng 12 năm 2007, ông được thăng chức làm Phó Bí thư Tỉnh ủy Giang Tô. Ngày 4 tháng 1 năm 2008, ông được bầu làm Phó Tỉnh trưởng, quyền Tỉnh trưởng Chính phủ Nhân dân tỉnh Giang Tô rồi chính thức được hội nghị lần thứ nhất của Đại hội đại biểu nhân dân tỉnh Giang Tô bầu làm Tỉnh trưởng vào ngày 31 tháng 1 năm 2008. Tháng 12 năm 2010, La Chí Quân được bổ nhiệm giữ chức vụ Bí thư Tỉnh ủy Giang Tô sau việc nghỉ hưu vì tuổi của người tiền nhiệm Lương Bảo Hoa. Ngày 2 tháng 7 năm 2016, La Chí Quân được bổ nhiệm làm Phó Chủ nhiệm Ủy ban Bảo vệ môi trường và Tài nguyên của Đại hội đại biểu Nhân dân toàn quốc.
La Chí Quân là Ủy viên dự khuyết Ủy ban Trung ương Đảng Cộng sản Trung Quốc khóa XVII (2007-2012) và Ủy viên Ủy ban Trung ương Đảng Cộng sản Trung Quốc khóa XVIII (2012-2017).
Ông qua đời ngày 1 tháng 4 năm 2023, hưởng thọ 71 tuổi.